# Arzberg (Sachsen)
Arzberg (Ausspracheⓘ) ist eine Gemeinde im Landkreis Nordsachsen in Sachsen. Sie gehört der Verwaltungsgemeinschaft Beilrode an.

## Geographie und Verkehr

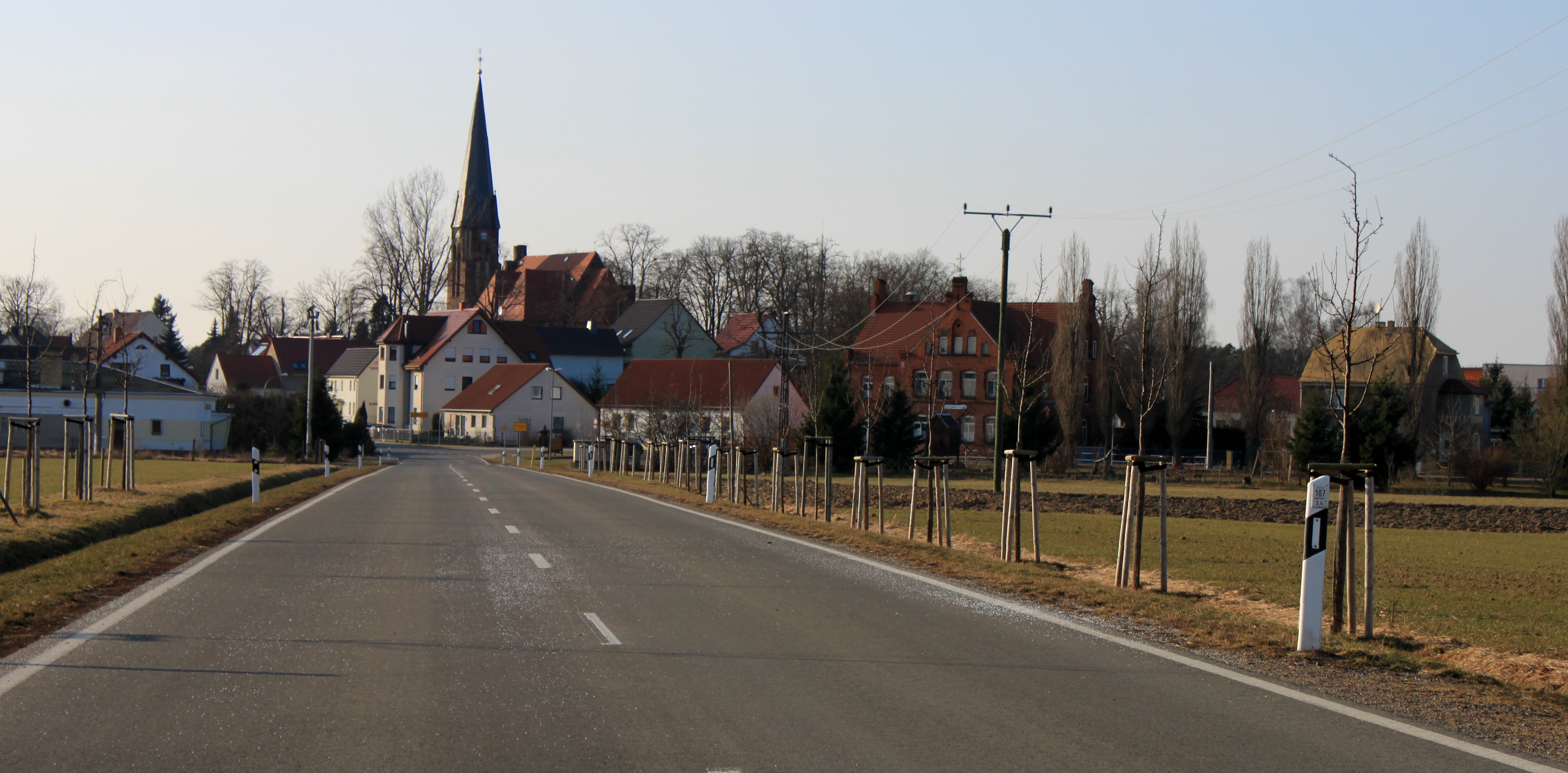
Arzberg von Südosten

Die Gemeinde liegt in der Elbniederung östlich der Elbe und am Südrand der Annaburger Heide an der Grenze zum Land Brandenburg. Die Nachbarstädte sind Belgern-Schildau (6 km), Falkenberg/Elster (10 km) und Torgau (12 km). Die Bundesstraße 183 verläuft im Norden des Gemeindegebietes durch die Ortsteile Kötten und Elsterberg. Arzberg besitzt keinen eigenen Bahnanschluss. Die nächstgelegene Station ist Beilrode an der Bahnstrecke Halle–Cottbus. Neben dem Regionalbusverkehr bindet auch ein Bürgerbus die einzelnen Ortsteile an.

## Ortsteile
- Adelwitz
- Arzberg
- Blumberg
- Elsterberg
- Heidehäuser
- Kamitz
- Kathewitz
- Kaucklitz
- Köllitsch
- Kötten
- Nichtewitz
- Ottersitz
- Packisch
- Piestel
- Prausitz
- Pülswerda
- Stehla
- Tauschwitz
- Triestewitz

## Geschichte
Die Orte sind meist sorbischen Ursprungs und wurden meist im 13. Jahrhundert urkundlich erwähnt. So wurde der Hauptort Arzberg im Jahr 1251 als Arnsberk, Arnßberk ersterwähnt, was so viel wie Adlerberg  bedeutet. Ältester Ortsteil ist Piestel, welcher im Jahr 1220 als allodium pezle, Pietele ersterwähnt wurde. Am 20. Juli 1950 wurden die bis dahin eigenständigen Gemeinden Kathewitz einschließlich Adelwitz, Kaucklitz und Nichtewitz eingegliedert. Am 1. April 1974 wurde die Gemeinde Triestewitz angeschlossen. Am 1. Juli 1993 kam Blumberg hinzu.

## Sehenswürdigkeiten
→ siehe auch: Liste der Kulturdenkmale in Arzberg
- Schloss Adelwitz
- Schloss Triestewitz
- einige ehemalige Herrenhäuser
- Ostelbisches Mehrgenerationenhaus Arzberg (O-M-A)

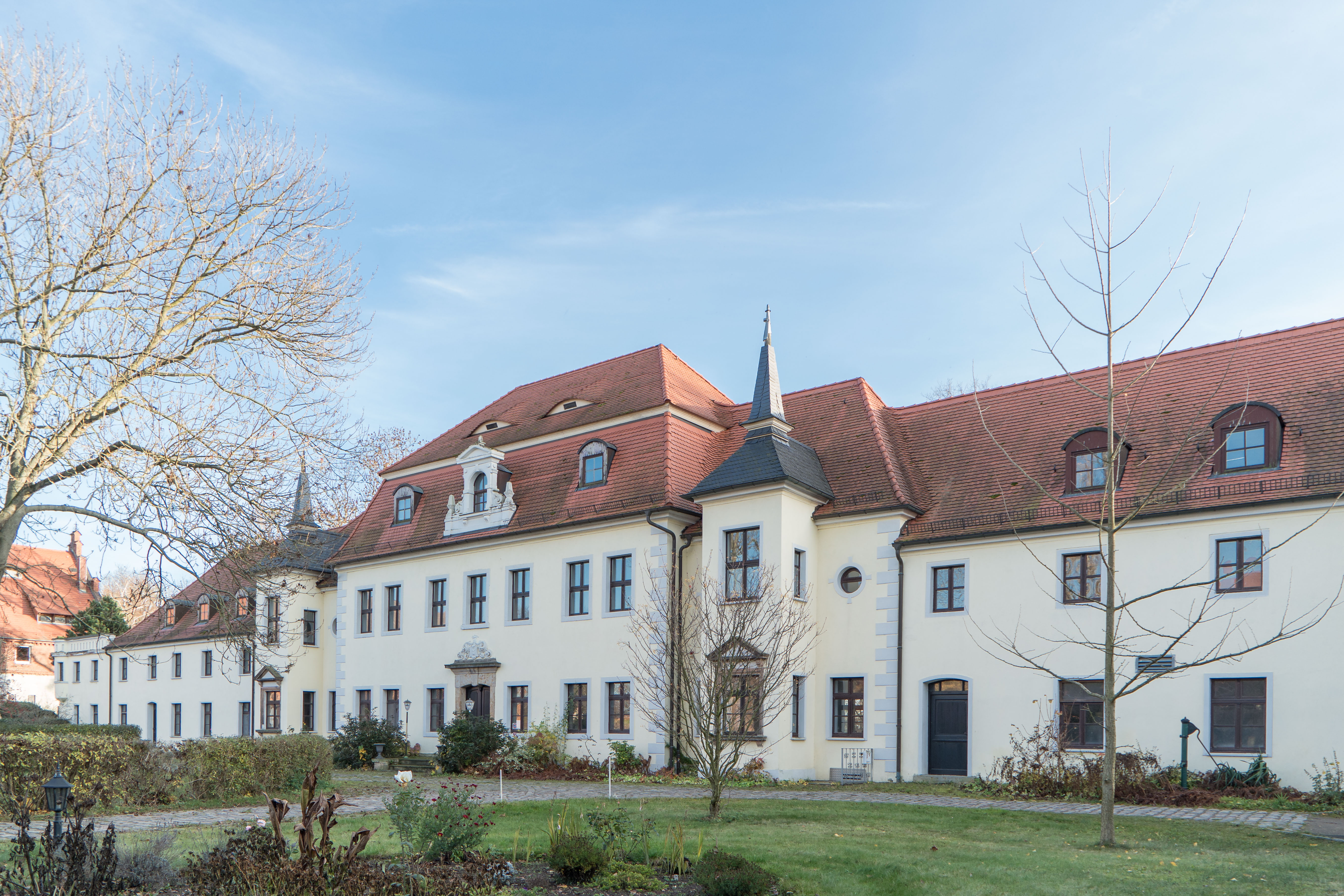
Schloss Adelwitz
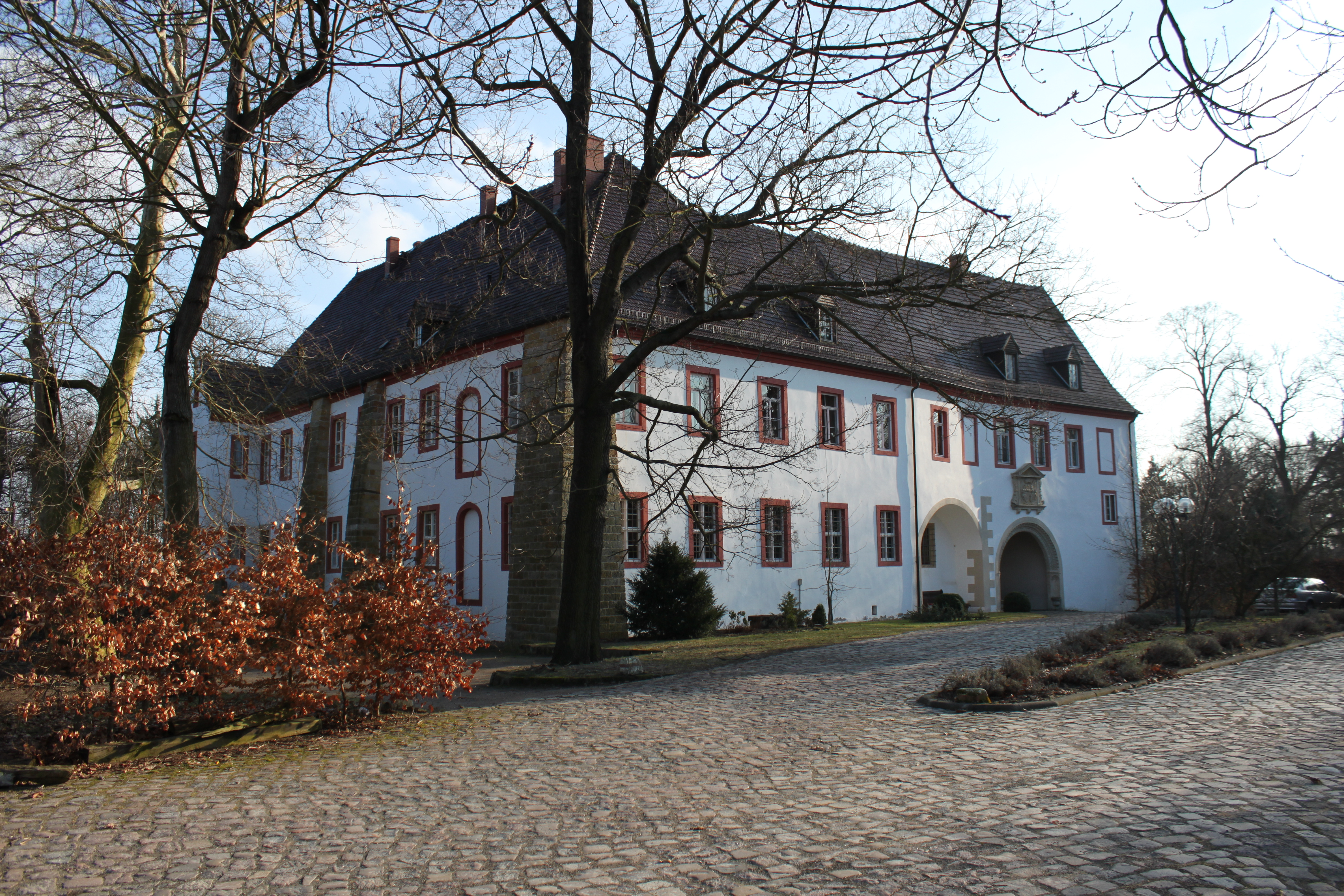
Schloss Triestewitz

### Naturschutz
- Naturschutzgebiet Alte Elbe Kathewitz als Biberschutzgebiet; der Elbarm Alte Elbe Kathewitz[4] wird auch als Pfaffenloch bezeichnet.
- Siehe auch: Liste der Naturdenkmale in Arzberg (Sachsen)

## Politik

### Gemeinderat
Die Kommunalwahl am 9. Juni 2024 war die jüngste Wahl der Gemeindevertretung von Arzberg. Eine Übersicht über diese und vergangene Wahlen gibt die Tabelle:
| Gemeinderat ab 2024Insgesamt 11 Sitze - Linke: 1 - BIKO: 9 - CDU: 1 | Wahlvorschlag                                                           | 2024   | 2024   | 2019 | 2019  | 2014 | 2014  |
| Gemeinderat ab 2024Insgesamt 11 Sitze - Linke: 1 - BIKO: 9 - CDU: 1 | Wahlvorschlag                                                           | in %   | Sitze  | in % | Sitze | in % | Sitze |
| Gemeinderat ab 2024Insgesamt 11 Sitze - Linke: 1 - BIKO: 9 - CDU: 1 | Bürgerinitiative Ostelbien gegen unsoziale Kommunalabgaben e. V. (BIKO) | 78,5   | 9      | 70,1 | 9     | 32,9 | 5     |
| Gemeinderat ab 2024Insgesamt 11 Sitze - Linke: 1 - BIKO: 9 - CDU: 1 | CDU                                                                     | 14,4   | 1      | 22,2 | 2     | 24,3 | 3     |
| Gemeinderat ab 2024Insgesamt 11 Sitze - Linke: 1 - BIKO: 9 - CDU: 1 | Die Linke                                                               | 7,1    | 1      | 7,8  | 1     | 24,0 | 3     |
| Gemeinderat ab 2024Insgesamt 11 Sitze - Linke: 1 - BIKO: 9 - CDU: 1 | SPD                                                                     | –      | –      | –    | –     | 7,5  | 1     |
| Gemeinderat ab 2024Insgesamt 11 Sitze - Linke: 1 - BIKO: 9 - CDU: 1 | Sonstige                                                                | –      | –      | –    | –     | 11,3 | –     |
| Gemeinderat ab 2024Insgesamt 11 Sitze - Linke: 1 - BIKO: 9 - CDU: 1 | Gesamt                                                                  | 100    | 11     | 100  | 12    | 100  | 12    |
| Gemeinderat ab 2024Insgesamt 11 Sitze - Linke: 1 - BIKO: 9 - CDU: 1 | Wahlbeteiligung (in %)                                                  | 62,2 % | 62,2 % | 51,7 | 51,7  | 41,8 | 41,8  |

### Bürgermeister
Bürgermeister ist seit 2015 Holger Reinboth.
| Wahl | Bürgermeister   | Vorschlag | Wahlergebnis (in %) |
| ---- | --------------- | --------- | ------------------- |
| 2023 | Holger Reinboth | Reinboth  | 98,1                |
| 2022 | Holger Reinboth | Reinboth  | 98,4                |
| 2015 | Holger Reinboth | CDU       | 64,3                |
| 2011 | Hartmut Krieg   | Krieg     | 94,4                |
| 2004 | Hartmut Krieg   | CDU       | 72,3                |
| […]  |                 |           |                     |
| 1994 | Dieter Ullrich  | FWG T     | 43,2                |

## Sport
- SV Arzberg
- SV Blumberg
- Reitverein Adelwitz
- Kegelsportverein Triestewitz
- Angelsportgruppe Triestewitz

## Persönlichkeiten
- Johann Gottlob Werner (1719–1781), evangelischer Theologe
- Hennig Albert von Stammer (1804–1884), Domdekan und Landtagsabgeordneter
- Martin Drath (1902–1976), Jurist und ehemaliger Bundesverfassungsrichter